# Emil Benecke
Emil Curt Benecke (Magdeburgo, 4 ottobre 1898 – Riga, 12 luglio 1945) è stato un pallanuotista tedesco, vincitore di una medaglia d'oro all'olimpiade di Amsterdam 1928 ed una d'argento a Los Angeles 1932.